# پرادو (تولیما)
پرادو (انگلیسی: Prado, Tolima) یک منطقه مسکونی در کشور کلمبیا است.